# Гаврилов, Эдуард Александрович
Эдуа́рд Алекса́ндрович Гаври́лов (28 января 1934, Москва — 5 апреля 2000) — советский кинорежиссёр и сценарист.

## Биография
Родился в Москве 28 января 1934 года в семье служащего завода Стальмост Александра Константиновича Гаврилова и машинистки СОПС АН СССР Ванды Казимировны Мишкинис.
В 1953 году окончил Московский химико-технологический техникум по специальности технолог по лакокраскам. В августе — ноябре 1953 года работал сменным инженером  на Краснопресненском лакокрасочном заводе. 
С 1953 года по 1957 год служил в Военно-морском флоте СССР.
С 1957 года по 1958 год работал лаборантом Института физической химии.
В 1964 году окончил режиссёрский факультет Всесоюзного государственного института кинематографии (мастерская Ефима Дзигана).
С 1964 года по 1978 год — режиссёр киностудии Мосфильм, с 1978 года по 1999 год — киностудии имени М. Горького.
Член КПСС с 1962 года.
Снял самый первый сюжет «Ералаша» под названием «Позорное пятно», а также ещё два сюжета — «Как сейчас помню» и «Отгул».
Скончался 5 апреля 2000 года в возрасте 66 лет.
Похоронен на Троекуровском кладбище.

## Фильмография

### Режиссёр
- 1963 — Ты не один
- 1965 — Мимо окон идут поезда
- 1968 — Встречи на рассвете
- 1969 — Пять дней отдыха
- 1971 — Путина
- 1973 — По собственному желанию
- 1974 — Кыш и Двапортфеля
- 1974 — Ералаш (выпуск № 1, сюжет "Позорное пятно")
- 1975 — Ералаш (выпуск № 5, сюжет "Как сейчас помню...")
- 1976 — Додумался, поздравляю!
- 1977 — Доброта
- 1978 — Последний шанс
- 1979 — Моя Анфиса
- 1980 — Замотанный (Фитиль №214)
- 1981 — Хочу, чтоб он пришёл
- 1982 — Владивосток, год 1918
- 1983 — Здесь твой фронт
- 1984 — Солнце в кармане
- 1985 — Осторожно — Василёк!
- 1987 — Кувырок через голову
- 1988 — Двое и одна
- 1989 — Транти-Ванти
- 1990 — Убийство свидетеля
- 1991 — Вербовщик
- 1991 — Щен из созвездия Гончих Псов

### Сценарист
- 1984 — Солнце в кармане
- 1989 — Транти-Ванти
- 1990 — Убийство свидетеля
- 1991 — Вербовщик
- 1991 — Щен из созвездия Гончих Псов

## Признание и награды
- Лауреат приза ЦК ВЛКСМ «Алая гвоздика».
- Медаль «За доблестный труд. В ознаменование 100-летия со дня рождения Владимира Ильича Ленина».